# Khủng hoảng thanh khoản
Trong kinh tế tài chính, khủng hoảng thanh khoản là tình trạng thiếu thanh khoản trầm trọng. Tính thanh khoản đề cập đến tính thanh khoản của thị trường (mức độ dễ dàng mà tài sản có thể được chuyển đổi thành một phương tiện thanh khoản, ví dụ như tiền mặt), thanh khoản nguồn vốn (mức độ dễ dàng mà người đi vay có thể vay được từ các nguồn tài trợ bên ngoài), hoặc tính thanh khoản kế toán (các yếu tố trong bảng cân đối kế toán của một tổ chức được đo bằng tài sản tương đương tiền). Ngoài ra, một số nhà kinh tế học định nghĩa thị trường có tính thanh khoản nếu nó có thể hấp thụ các “giao dịch thanh khoản” (việc các nhà đầu tư mua bán chứng khoán nhằm đáp ứng nhu cầu đột ngột về tiền mặt) mà không thay đổi nhiều về giá cả. Sự thiếu hụt tính thanh khoản có thể phản ảnh sự sụt giảm giá tài sản xuống dưới mức giá cơ bản trong dài hạn, sự xấu đi của điều kiện tài chính, số lượng người tham gia thị trường giảm đi hoặc đơn giản là các khó khăn trong giao dịch tài sản.
Các yếu tố nói trên tác động lẫn nhau trong suốt cuộc khủng hoảng thanh khoản. Người tham gia thị trường có cầu về tiền mặt khó tìm được đối tác giao dịch tiềm năng để bán tài sản của họ. Điều này có thể là kết quả của sự hạn chế tham gia thị trường hoặc do sự giảm đi lượng tiền của các bên tham gia thị trường. Bởi vậy, người nắm giữ tài sản có thể bị buộc phải bán tài sản tại mức giá thấp hơn mức giá cơ bản trong dài hạn. Người đi vay thường phải đối mặt với chi phí cho vay cao hơn và các yêu cầu về tài sản thế chấp nhiều hơn so với giai đoạn thanh khoản dồi dào và các khoản nợ không được bảo đảm hầu như không tồn tại. Điển hình là trong thời kỳ khủng hoảng thanh khoản, thị trường cho vay liên ngân hàng cũng không vận hành trơn tru.
Một số cơ chế hoạt động thông qua việc củng cố lẫn nhau giữa tính thanh khoản thị trường tài sản và tính thanh khoản nguồn vốn có thể khuếch đại tác động của một cú sốc nhỏ tới nền kinh tế và dẫn tới sự thiếu hụt tính thanh khoản và cuối cùng dẫn tới khủng hoảng tài chính toàn diện.

## Mô hình khủng hoảng thanh khoản
Một trong những mô hình khủng hoảng thanh khoản và hoạt động ngân hàng ra đời sớm nhất và có sức ảnh hưởng lớn nhất được đưa ra bởi Diamond và Dybvig vào năm 1983. Mô hình Diamond - Dybvig thể hiện cách trung gian tài chính của các ngân hàng, thông qua việc chấp nhận các tài sản có tính thanh khoản kém và cung cấp các khoản nợ có tính thanh khoản cao hơn (cung cấp mô hình lợi nhuận suôn sẻ hơn), có thể khiến ngân hàng dễ phá sản. Nhấn mạnh vai trò của hợp đồng tiền gửi không kỳ hạn trong việc cung cấp tính thanh khoản và phân chia rủi ro giữa mọi người tốt hơn, họ cho rằng các hợp đồng tiền gửi không kỳ hạn như vậy tiềm ẩn trạng thái cân bằng không mong muốn, khi mà tất cả người gửi tiền đều hoảng sợ và rút tiền về ngay lập tức. Điều này làm dấy lên sự hoang mang giữa người gửi tiền, bởi chúng tôi nhận thấy việc rút tiền thậm chí được tiến hành bởi những người gửi tiền ưu tiên việc để lại tiền gửi nếu họ không phải lo lắng về việc ngân hàng sụp đổ. Điều này có thể dẫn đến sự thất bại của cả các ngân hàng “khỏe mạnh” và cuối cùng, dẫn đến sự thu hẹp thanh khoản trên toàn nèn kinh tế, tạo ra một cuộc khủng hoảng tài chính toàn diện.
Diamond và Dybvig chứng minh rằng khi các ngân hàng cung cấp các hợp đồng tiền gửi không kỳ hạn thuần túy, chúng ta thực sự có thể tạo ra nhiều điểm cân bằng. Nếu sự tin tưởng được duy trì, các hợp đồng như vậy thực sự có thể cải thiện kết quả cạnh tranh trên thị trường và cung cấp khả năng chia sẻ rủi ro tốt hơn. Ở trạng thái cân bằng như vậy, người gửi tiền sẽ chỉ rút tiền khi cảm thấy phù hợp trong điều kiện mức chia sẻ rủi ro đạt tối ưu. Tuy nhiên, nếu các các đại lý hoảng sợ, ưu đãi của họ bị giảm đi và ở trạng thái cân bằng như vậy, tất cả những người gửi tiền sẽ rút tiền gửi của họ. Do tài sản thanh lý bị bán lỗ, trong trường hợp này, ngân hàng sẽ thanh lý toàn bộ tài sản của mình ngay cả khi không phải tất cả người gửi tiền đều rút tiền.
Lưu ý rằng lý do cơ bản khiến người gửi tiền rút tiền trong mô hình Diamond – Dybvig là sự thay đổi trong kỳ vọng. Ngoài ra, sự rút tiền hàng loạt có thể xảy ra do tài sản của ngân hàng - có tính thanh khoản cao nhưng rủi ro - không còn chịu được trách nhiệm danh nghĩa cố định (tiền gửi không kỳ hạn), và do đó, người gửi tiền nhanh chóng rút tiền để giảm thiểu thiệt hại tiềm ẩn cho họ. 
Mô hình này cũng cung cấp một hệ thống phù hợp để phân tích các thiết bị có thể được sử dụng để kiềm chế và thậm chí ngăn chặn khủng hoảng thanh khoản (được trình bày chi tiết bên dưới).

## Cơ chế khuếch đại
Một trong những cơ chế có thể hoạt động để khuếch đại ảnh hưởng của một cú sốc tiêu cực nhỏ đối với nền kinh tế là cơ chế bảng cân đối kế toán. Theo cơ chế này, một cú sốc tiêu cực trên thị trường tài chính làm giảm giá tài sản và xói mòn vốn của tổ chức tài chính, do đó làm xấu đi bảng cân đối kế toán của nó. Do đó, hai vòng xoắn ốc thanh khoản có hiệu lực, làm khuếch đại tác động của cú sốc tiêu cực ban đầu. Để cố gắng duy trì tỷ lệ đòn bẩy tài chính, tổ chức tài chính phải bán tài sản của mình vào đúng thời điểm giá tài sản thấp. Do đó, giả định rằng giá tài sản phụ thuộc vào các yếu tố trong bảng cân đối kế toán của nhà đầu tư, việc xói mòn giá trị tài sản ròng của nhà đầu tư sẽ làm giảm giá tài sản trở lại bảng cân đối kế toán của họ, v.v. Đây là những gì Brunnermeier và Pedersen (2008) gọi là "vòng xoáy mất mát". Đồng thời, các tiêu chuẩn cho vay và tỷ suất lợi nhuận được thắt chặt, dẫn đến "vòng xoáy ký quỹ". Cả hai tác động này đều khiến người đi vay tham gia vào một vụ mua bán phóng hỏa, hạ giá và làm xấu đi các điều kiện tài chính bên ngoài. 
Ngoài "cơ chế bảng cân đối kế toán" được mô tả ở trên, kênh cho vay cũng có thể cạn kiệt vì những lý do ngoại sinh đối với mức độ tín nhiệm của người đi vay. Ví dụ, các ngân hàng có thể lo ngại về khả năng tiếp cận thị trường vốn trong tương lai của họ trong trường hợp có cú sốc tiêu cực và có thể tham gia vào việc tích trữ tiền đề phòng. Điều này sẽ dẫn đến giảm nguồn vốn sẵn có trong nền kinh tế và làm chậm lại hoạt động kinh tế. Ngoài ra, thực tế là hầu hết các tổ chức tài chính tham gia đồng thời vào việc cho vay và đi vay có thể làm phát sinh hiệu ứng mạng lưới. Trong bối cảnh liên quan đến nhiều bên, bế tắc có thể xảy ra khi lo ngại về rủi ro tín dụng đối tác dẫn đến việc không thể hủy bỏ các vị thế bù trừ. Sau đó, mỗi bên phải nắm giữ thêm tiền để bảo vệ mình trước những rủi ro không thể xử lý được, làm giảm tính thanh khoản trên thị trường. Những cơ chế này có thể giải thích 'sự bế tắc' được quan sát thấy trên thị trường cho vay liên ngân hàng trong cuộc khủng hoảng dưới chuẩn gần đây, khi các ngân hàng không muốn cho nhau vay và thay vào đó là tích trữ dự trữ của họ.
Bên cạnh đó, khủng hoảng thanh khoản thậm chí có thể xảy ra do sự không chắc chắn liên quan đến các hoạt động của thị trường. Thông thường, những người tham gia thị trường nhảy vào vòng xoáy đổi mới tài chính, thường là trước khi họ có thể lường hết những rủi ro liên quan đến các tài sản tài chính mới. Hành vi không mong muốn của các tài sản tài chính mới như vậy có thể dẫn đến việc những người tham gia thị trường thoát khỏi những rủi ro mà họ không hiểu và đầu tư vào các tài sản có tính thanh khoản cao hơn hoặc quen thuộc hơn. Đây có thể được mô tả như là cơ chế khuếch đại thông tin. Trong cuộc khủng hoảng thế chấp dưới chuẩn, việc chứng thực nhanh chóng và sau đó từ bỏ các sản phẩm tài chính có cấu trúc phức tạp như nghĩa vụ nợ có thế chấp, chứng khoán được đảm bảo bằng thế chấp, v.v. đóng vai trò quan trọng trong việc khuếch đại tác động của việc giảm giá bất động sản.

## Khủng hoảng thanh khoản và giá cả tài sản
Nhiều tài sản giảm giá đáng kể trong các cuộc khủng hoảng thanh khoản. Do đó, giá tài sản phải chịu rủi ro thanh khoản và các nhà đầu tư không thích rủi ro đương nhiên yêu cầu lợi tức kỳ vọng cao hơn để bù đắp cho rủi ro này. Do đó, mô hình định giá CAPM được điều chỉnh theo tính thanh khoản nói rằng, rủi ro thanh khoản thị trường của tài sản càng cao thì lợi tức yêu cầu của nó càng cao.
Các cuộc khủng hoảng thanh khoản như cuộc khủng hoảng tài chính 2007-2008 và cuộc khủng hoảng LTCM năm 1998 cũng dẫn đến sự sai lệch so với Quy luật một giá, nghĩa là các chứng khoán gần như giống nhau được giao dịch ở các mức giá khác nhau. Điều này xảy ra khi các nhà đầu tư bị hạn chế về tài chính và vòng xoáy thanh khoản ảnh hưởng đến nhiều chứng khoán khó vay hơn. Do đó, yêu cầu ký quỹ của chứng khoán có thể ảnh hưởng đến giá trị của nó.

## Rạn nứt thanh khoản và dịch chuyển đầu tư theo thanh khoản
Một hiện tượng thường thấy trong các cuộc khủng hoảng thanh khoản là chuyển sang thanh khoản khi các nhà đầu tư thoát khỏi các khoản đầu tư kém thanh khoản và chuyển sang thị trường thứ cấp để theo đuổi các tài sản giống tiền mặt hoặc dễ bán. Bằng chứng thực nghiệm chỉ ra rằng chênh lệch giá ngày càng lớn, trong thời kỳ thiếu hụt thanh khoản, giữa các tài sản giống nhau, nhưng khác nhau về tính thanh khoản trên thị trường tài sản của chúng. Ví dụ, thường có phí bảo hiểm thanh khoản lớn (trong một số trường hợp lên tới 10–15%) trong giá trái phiếu kho bạc. Một ví dụ về chuyến bay tới tính thanh khoản xảy ra trong cuộc khủng hoảng tài chính Nga năm 1998, khi giá trái phiếu kho bạc tăng mạnh so với các công cụ nợ ít thanh khoản hơn. Điều này dẫn đến chênh lệch tín dụng ngày càng mở rộng và các khoản lỗ lớn tại Quản lý vốn dài hạn và nhiều quỹ đầu cơ khác.

## Vai trò các chính sách
Chính sách của chính phủ có phạm vi để giảm bớt tình trạng suy giảm thanh khoản, bằng cách hấp thụ ít tài sản có tính thanh khoản hơn và từ đó cung cấp cho khu vực tư nhân các tài sản có tính thanh khoản cao hơn do chính phủ hậu thuẫn, thông qua các kênh sau:

### Chính sách ưu đãi trước
Việc áp đặt các yêu cầu về tỷ lệ vốn chủ sở hữu tối thiểu hoặc mức trần đối với tỷ lệ nợ trên vốn chủ sở hữu đối với các tổ chức tài chính không phải là ngân hàng thương mại sẽ dẫn đến bảng cân đối kế toán linh hoạt hơn. Trong bối cảnh của mô hình Diamond – Dybvig, một ví dụ về hợp đồng tiền gửi không kỳ hạn nhằm giảm thiểu tính dễ bị tổn thương của các ngân hàng đối với các hoạt động của ngân hàng, đồng thời cho phép họ trở thành nhà cung cấp thanh khoản và chia sẻ rủi ro tối ưu, là một trong những yêu cầu tạm dừng khả năng chuyển đổi khi có quá nhiều lần rút tiền. Ví dụ: hãy xem xét một hợp đồng giống với hợp đồng tiền gửi không kỳ hạn thuần túy, ngoại trừ việc nó tuyên bố rằng người gửi tiền sẽ không nhận được bất kỳ thứ gì vào một ngày nhất định nếu anh ta cố gắng rút tiền sớm, sau khi một phần nhất định trong tổng số tiền gửi của ngân hàng đã được rút. Một hợp đồng như vậy có điểm cân bằng Nash duy nhất, ổn định và đạt được mức chia sẻ rủi ro tối ưu.

### Chính sách can thiệp lợi nhuận thực tế
Một số chuyên gia gợi ý rằng ngân hàng trung ương nên cung cấp bảo hiểm giảm giá trong trường hợp khủng hoảng thanh khoản. Điều này có thể dưới hình thức cung cấp bảo hiểm trực tiếp cho người sở hữu tài sản để chống lại tổn thất hoặc cam kết mua tài sản trong trường hợp giá tài sản giảm xuống dưới ngưỡng. Việc 'mua tài sản' như vậy sẽ giúp thúc đẩy nhu cầu và do đó là giá của tài sản được đề cập, do đó giảm bớt tình trạng thiếu thanh khoản mà người vay phải đối mặt. Ngoài ra, chính phủ có thể cung cấp 'bảo hiểm tiền gửi', trong đó chính phủ đảm bảo rằng tất cả những người rút tiền sẽ được hoàn lại tiền như lời hứa. Trong khuôn khổ của mô hình Diamond – Dybvig, hợp đồng tiền gửi không kỳ hạn với bảo hiểm tiền gửi của chính phủ giúp đạt được trạng thái cân bằng tối ưu nếu chính phủ áp dụng mức thuế tối ưu để tài trợ cho bảo hiểm tiền gửi. Các cơ chế thay thế mà qua đó ngân hàng trung ương có thể can thiệp là bơm trực tiếp vốn chủ sở hữu vào hệ thống trong trường hợp thanh khoản bị suy giảm hoặc tham gia vào một khoản nợ để hoán đổi cổ phần. Nó cũng có thể cho vay thông qua cơ chế chiết khấu hoặc các cơ sở cho vay khác, cung cấp tín dụng cho các tổ chức tài chính đang gặp khó khăn với các điều kiện dễ dàng hơn. Ashcraft, Garleanu và Pedersen (2010) cho rằng việc kiểm soát nguồn cung tín dụng thông qua các cơ sở cho vay như vậy với yêu cầu ký quỹ thấp là một công cụ tiền tệ thứ hai quan trọng (ngoài công cụ lãi suất), có thể làm tăng giá tài sản, giảm lợi tức trái phiếu, và giảm bớt các vấn đề cấp vốn trong hệ thống tài chính trong các cuộc khủng hoảng.
Mặc dù có những lợi ích của sự can thiệp như vậy, nhưng cũng có những chi phí. Nhiều nhà kinh tế lập luận rằng nếu ngân hàng trung ương tuyên bố mình là người cho vay phương sách cuối cùng (LLR), điều này có thể dẫn đến vấn đề rủi ro đạo đức, với khu vực tư nhân trở nên lỏng lẻo và điều này thậm chí có thể làm trầm trọng thêm vấn đề. Do đó, nhiều nhà kinh tế khẳng định rằng LLR chỉ được sử dụng trong những trường hợp cực đoan và phải do chính phủ quyết định hơn là một quy tắc.

## Khủng hoảng thanh khoản ở các thị trường mới nổi
Một số nhà kinh tế đã lập luận rằng tự do hóa tài chính và dòng vốn nước ngoài gia tăng, đặc biệt là trong ngắn hạn, có thể làm trầm trọng thêm tính kém thanh khoản của các ngân hàng và làm tăng tính dễ bị tổn thương của họ. Trong ngữ cảnh này, 'Tính thanh khoản quốc tế' đề cập đến tình huống trong đó các nghĩa vụ tài chính ngắn hạn của một quốc gia bằng ngoại tệ / ngoại tệ vượt quá số lượng ngoại tệ / ngoại tệ cứng mà quốc gia đó có thể nhận được trong một thời gian ngắn. Bằng chứng thực nghiệm cho thấy chỉ riêng các yếu tố cơ bản không thể giải thích được tất cả các dòng vốn nước ngoài chảy ra, đặc biệt là từ các thị trường mới nổi. Các phần mở rộng nền kinh tế mở của Mô hình Diamond – Dybvig, trong đó việc chạy bằng tiền gửi trong nước tương tác với sự hoảng loạn của các chủ nợ nước ngoài (tùy thuộc vào thời gian đáo hạn của khoản nợ nước ngoài và khả năng vỡ nợ quốc tế), đưa ra lời giải thích hợp lý cho các cuộc khủng hoảng tài chính được quan sát thấy ở Mexico , Đông Á, Nga, v.v ... Các mô hình này khẳng định rằng các yếu tố quốc tế có thể đóng một vai trò đặc biệt quan trọng trong việc gia tăng tính dễ bị tổn thương tài chính trong nước và khả năng xảy ra khủng hoảng thanh khoản.
Sự xuất hiện của dòng vốn chảy ra có thể gây ra những hậu quả đặc biệt gây bất ổn cho các thị trường mới nổi. Không giống như các ngân hàng của các nền kinh tế tiên tiến, vốn thường có một số nhà đầu tư tiềm năng trên thị trường vốn thế giới, những mâu thuẫn về thông tin ngụ ý rằng các nhà đầu tư ở các thị trường mới nổi là 'những người bạn thời tiết tốt'. Do đó, những cơn hoảng loạn tự hoàn thành giống như những gì được quan sát thấy trong quá trình điều hành ngân hàng, có nhiều khả năng xảy ra hơn đối với những nền kinh tế này. Hơn nữa, sự bóp méo chính sách ở các nước này có tác dụng làm tăng tác động của các cú sốc bất lợi. Với khả năng tiếp cận hạn chế của các thị trường mới nổi với thị trường vốn thế giới, tính thanh khoản kém do mất niềm tin đồng thời của các nhà đầu tư trong và ngoài nước gần như đủ để gây ra khủng hoảng tài chính và tiền tệ, cuộc khủng hoảng tài chính châu Á năm 1997 là một ví dụ.